# Tvåfläckig dubbelsugare
Tvåfläckig dubbelsugare (Diplecogaster bimaculata) är en fisk i familjen Dubbelsugarfiskar, som finns längs med Atlantens östra kust. Fisken har fått sitt namn av den sugskiva framtill på buken som bildats av bukfenorna.

## Utseende
Den tvåfläckiga dubbelsugaren är en liten fisk, med en största längd på 6 cm. Den har en avlång kropp utan fjäll, och ett trekantigt huvud med små gälöppningar. Färgen är flammigt röd, och vanligen med en stor, mörkare röd fläck på varje sida i höjd med bröstfenorna. En liknande fläck kan även finnas i nacken hos hanen. Rygg- och analfenorna har vardera mellan 4 och 7 strålar.

## Vanor
Arten lever på tämligen grunt vatten, 18 till 36 meters djup, på musselbankar eller hård sand- och stenbotten. Sugskivan gör att fisken är relativt okänslig för turbulens i vattnet. Den livnär sig på olika bottendjur.

### Fortplantning
Den tvåfläckiga dubbelsugaren leker i juni till juli (senare i norra delen av utbredningsområdet). Honan lägger sina 1,5 mm stora ägg i tomma musselskal som vaktas av hanen. Ynglen är pelagiska.

## Taxonomi
Arten har tre underarter:
- Diplecogaster bimaculata bimaculata (Bonnaterre, 1788)
- Diplecogaster bimaculata euxinica (Murgoci, 1964)
- Diplecogaster bimaculata pectoralis (Briggs, 1955)

## Utbredning
Nominatunderarten (D. b. bimaculata) finns från södra Norge och Färöarna, runt Brittiska öarna till Gibraltar och västra Medelhavet. Den har påträffats i Sverige en gång, 1881-08-10 utanför Bohuslän.
Underarten D. b. euxinica förekommer i Svarta havet
Underarten D. b. pectoralis finns vid Kanarieöarna, Kap Verde och Azorerna.